# Rick Allison
Pour les articles homonymes, voir Allison.
Rick Allison né le 17 juillet 1964 à Bruxelles, est un auteur-chanteur-compositeur belgo-canadien.

## Biographie
En mai 1990, Rick Allison rencontre Lara Fabian dans le piano-bar  Crescendo à Bruxelles dans lequel il travaillait. Il y remarque la voix de la chanteuse avec laquelle il sera en couple pendant plusieurs années. Les deux écrivent ensemble leurs premières chansons et partent en 1991 à Montréal continuer les maquettes du premier album de Fabian. Cet album éponyme sort en 1991 au Canada et est certifié disque de platine.
En 1994, la sortie de l’album Carpe Diem est suivie d’une tournée de plus de 250 dates. Certifié plusieurs fois Platine au Canada, il contient la chanson « Si tu m’aimes »  – paroles Lara Fabian, musique Rick Allison – qui restera longtemps leur marque de fabrique. Ils remportent 3 Felix, distinction de l'industrie musicale au Québec.
En 1995, ils deviennent tous deux citoyens canadiens et co-signent, dans l’élan, des chansons inoubliables : « Tout », « Je t’aime », « Humana »… Mais dans Pure qui sort en 1996, on relève déjà les noms de Daniel Lavoie, Daniel Seff (Axelle Red, Isabelle Boulay, Johnny Hallyday) entre autres auteurs compositeurs de talent dont Rick a sollicité la collaboration artistique. L’album se vend à plus d'un million d’exemplaires en France… En effet, il est temps de signer les albums de Lara pour l’Europe. C’est fait en 1997. Lara Fabian est la « découverte de l’année » 1998 aux Victoires de la musique.
Il voyage entre l’Europe (Paris) et l’Amérique (Los Angeles), co-écrit et réalise de nouvelles chansons pour un premier album de Lara en anglais, signé chez Sony USA avec Tommy Mottola. Sur ce Lara Fabian anglophone, Rick travaille avec Walter Afanasieff (Mariah Carey, Céline Dion) John Bettis (Carpenters), Sturken & Rogers (Aguilera, Anastacia, N'sync) et Pat Leonard (Madonna). Rick en réalise des versions en espagnol et portugais : Lara Fabian devient cette année-là, une artiste de renommée mondiale, consacrée par deux World Music Awards. L’album est certifié Or et Platine dans plus de 20 pays  d’Amérique et d’Asie,  il contient sa version de l'ADAGIO d'Albinoni qu'il arrange pour l'album.
Cette même année, il collabore avec John Williams et David Foster, à la production de la chanson « For always », thème du film de Steven Spielberg A.I. Intelligence artificielle. La chanson est enregistrée en duo par Josh Groban et Lara Fabian.
En 2001 l’album de Lara, Nue , est disque de Diamant. « J’y crois encore », « Immortelle » et le duo de Lara et Maurane « Tu es mon autre » - nommé aux Victoires de la musique 2003, sont des succès public. Rick interprète le duo avec Lara lors des concerts au Zénith à Paris, qui offrent la matière à un nouvel enregistrement Live et à un DVD du spectacle.
Pour le Concours Eurovision de la chanson en 2002, Rick Allison co-compose avec Patrick Bruel la chanson de la France, Il faut du temps de Sandrine François. Classée 5ème cette année-là. La même année sort l'album À la vie, à la mort de Johnny Hallyday pour lequel il a composé trois chansons dont le single Pense à moi.
À Londres, Manchester et Stockholm où le mène le second album en anglais de Lara Fabian, A wonderful life, Rick collabore avec Gary Barlow (Take that), Eliot Kennedy (Bryan Adams, Spice girls), Wayne Hector (Westlife, Bolton) et Anders Bagge (Céline Dion, Ricky Martin, Toni Braxton, Jenifer Lopez).
En 2003, Rick Allison célèbre un autre grand succès en produisant le premier album Entre nous de Chimène Badi, dont la chanson du même nom se classe en tête du classement français qui se vendra à plus d'un million et demi d'albums. Dans les années qui suivent, il travaille également avec d'autres jeunes chanteuses françaises comme Nolwenn Leroy (Inévitablement en 2003), Julie Zenatti (L'âge que j'ai en 2004) et Élodie Frégé (Moins de toi en 2004).
En 2004, Rick Allison et Lara Fabian se séparent. La même année il contribue à cinq chansons sur l'album à succès Dis-moi que tu m'aimes de Chimène Badi et il travaille sur les titres La vie, la mort, etc. et J'aurais voulu t'aimer sur l'album Du plaisir de Michel Sardou.
À la suite, il travaille avec plusieurs chanteurs canadiens et français comme Gino Quilico, Vincent Niclo, Marc-André Fortin, Suzie Villeneuve et Magalie Vaé pour laquelle il produit l'album Magalie en 2006 pour le label Mercury.
Il travaille très fort au développement de son Espace Dell'arte, qui cinq années durant produit 1.500 spectacles de natures différentes. Il vend la salle, les studios et l'espace image en 2010 à la société Vortex à Montréal.
À partir de 2012, il collabore à de multiples projets (Voir liste), et se consacre également à sa comédie musicale "La Joconde".
Ses collaborations multiples le conduisent à travailler avec Ginette Reno, Alain Delon, Mario Pelchat, Petula Clark, Geneviève Leclerc.. Ennio Morricone fait appel à lui pour le texte de son album "Morricone Uncovered" par Romina Arena qui interprète "Le vent et le cri".

## Œuvres (sélection)[6]
- 1991: L'album éponyme de Lara Fabian réalisé par Allison avec entre autres le single Qui pense à l'amour?
- 1993: Écris moi et Quelle heure est-il à Montréal sur l'album Pourquoi tu pars de Nancy Martinez
- 1994: L'album Carpe Diem de Lara Fabian réalisé par Allison
- 1996: L'album Pure de Lara Fabian réalisé par Allison avec entre autres les singles Tout, Humana, Je t'aime, Si tu m’aimes et La Différence
- 1998: L'album Prends-moi de Patrick Fiori réalisé par Allison avec entre autres les singles Elle est et J’en ai mis du temps
- 1999: Le single De la peau de Sandy Valentino, écrit avec Lara Fabian
- 1999: L'album Lara Fabian Live 99
- 1999: L'album Chaque feu de Roch Voisine avec entre autres le single "Et si"
- 2001: L'album Nue de Lara Fabian réalisé par Allison avec entre autres les singles J'y crois encore, Immortelle, Aimer déjà et Tu es mon autre
- 2001: Le duo Et maintenant entre Lara Fabian et Florent Pagny sur l'album 2 de ce dernier
- 2002: Album Live Lara Fabian 2002 au Zenith de Paris - Production et direction artistique
- 2002: DVD Live Lara Fabian 2002 au Zenith de Paris - Production et direction artistique
- 2002: La musique de la chanson Il faut du temps de Sandrine François, en collaboration avec Patrick Bruel (qui concourt pour la France au Concours Eurovision de la chanson)
- 2002: single Le jour J de Thibault Durand
- 2002: Six chansons sur l'album  Ange et étrange de Élisa Tovati dont la musique du single J'avance (en collaboration avec Pierre Ruben)
- 2002: Trois chansons sur l'album À la vie, à la mort de Johnny Hallyday dont le single Pense à moi
- 2003: L'album Live "en toute intimité" Lara fabian à l'Olympia - Réalisation et direction artistique
- 2003: DVD Live "en toute intimité" Lara fabian à l'Olympia - Réalisation et direction artistique
- 2003: Single Quelque chose pour quelqu’un de Damien Sargue
- 2003: L'album Entre nous de Chimène Badi avec les singles Entre nous et Si j'avais su t'aimer
- 2003: La chanson "Inévitablement" de Nolwenn Leroy sur son album Nolwenn
- 2003: Son propre album "Je suis un autre" de Rick Allison
- 2004: Cinq chansons sur l'album A Wonderful Life de Lara Fabian
- 2004: La chanson Moins de toi d'Élodie Frégé sur son album éponyme
- 2004: La chanson L'âge que j'ai de Julie Zenatti sur son album Comme vous
- 2004: La chanson Dis-moi moi pourquoi d'Audrey de Montigny sur son album Audrey
- 2004: Les chansons La vie, la mort, etc. et J'aurais voulu t'aimer sur l'album Du plaisir de Michel Sardou
- 2004: Cinq chansons sur l'album Dis-moi que tu m'aimes de Chimène Badi
- 2004: L'album Un jour, une nuit de Gino Quilico
- 2005: Les chansons En toi et Si je te parle de moi sur l'album Non négociable de Marie Chantal Toupin
- 2006: L'album Magalie de Magalie Vaé avec le single Je ne suis qu'une chanson
- 2006: Dix chansons sur l'album Un nom sur mon visage de Vincent Niclo
- 2006: La chanson Je reviens sur terre sur l'album Mon cœur est une pomme d'Ariane Gauthier
- 2007: La chanson Je demande à la vie sur l'album éponyme de Marc-André Fortin
- 2008: Huit chansons sur l'album éponyme de Suzie Villeneuve[7]
- 2010: Il produit l'album Hits Amore de Vincenzo Thoma ainsi que le clip de "Careless Whisper"
- 2012: Son album "De l'interieur" incluant ses compositions plus intimes
- 2014: Il écrit les paroles de la chanson "Le vent et le cri" sur une musique D'Ennio Morricone interprètée par Romina Arena
- 2015: Produit et écrit en collaboration l'album de Lola Dargenti sorti au Canada en Avril, dont le single "La libertad" Top 5 des ventes
- 2015: Réalise le single d'Étienne Drapeau "Eres mi reina"
- 2015: Réalise et écrit son second album artiste en digital "De l'intérieur"
- 2016: Il réalise et écrit deux titres pour le best-of de Marie-Chantal Toupin, "Merci" et "Derrière soi"
- 2017: Il réalise l'album "Una Via" du groupe Corse I Messageri à Bastia dans un studio aménagé par lui sur les hauteurs, un succès instantané!
- 2017: Il réalise et écrit l'album de Fabrizio Zeva, artiste Italo-belge
- 2017: Il réalise et écrit en collaboration le EP de l'artiste américaine d'origine Ukrainienne Dina Layzis
- 2017: Commence l'écriture d'une comédie musicale "RISE" en collabotation avec Thierry Sforza
- 2018: La chanson "L'âge que j'ai" avec Didier Golemanas est reprise sur l'album de Petula Clark
- 2018: Il réalise le titre "Comme une évidence" pour un duo Lynda Lemay et Jean-Charles Wery
- 2018: Il réalise et écrit plusieurs chansons pour le nouvel album de Ginette Reno
- 2019: Il écrit pour l'album Yama Laurent "Chanter est ma couleur" sur un texte de Didier Golemenas
- 2019: Alain Delon enregistre "Je n'aime que toi" qu'il compose avec Julia Paris.
- 2020: Geneviève Leclerc enregistre sa composition "Je ne t'écrirai plus" avec Didier Golemanas et "L'habitude de toi" une musique sur un texte de Frédérick Baron.
- 2020: Il écrit plusieurs titres pour l'album de Clément Verzi qui sort le 9 septembre 22.
- 2021: Mario Pelchat enregistre le titre "Seuls à deux" pour son album anniversaire, paroles et musique Rick Allison
- 2021: Valentina enregistre "Plus loin qu'un rêve" et "Comme les enfants du monde" sur son album éponyme, réalisation: Rick Allison
- 2022: Il écrit et réalise la chanson F.R.A.N.C.E sur un texte de Sforza, interprètée par Candice Parise le 14 juillet Place de la concorde lors du défilé devant le président français Emmanuel Macron et ses 14 millions de téléspectateurs.
- 2022: Il compose et réalise l'avant-projet de sa comédie musicale La Joconde sur les textes de Thierry Sforza

COLLABORATIONS AVEC :
Eddy Marnay, Patrick Bruel, Daniel Seff, Richard Seff, Patrice Guirao, Lara Fabian, Vincenzo Thoma, Frederick Baron, Sandrine Roy, Simona Pirone, Davide Esposito, Didier Golemanas, Lola Dargenti, Luc Plamondon, Zoé Gilbert, Johnny Hallyday, Chimène Badi, Nolwen Leroy, Florent Pagny, Francis Cabrel, Roch Voisine, Maurane, Lionel Florence, Thierry Sforza, Steve Marin et tant d'autres...
Walter Afanasieff , David Foster, Anders Bagge, Wayne hector, Gary Barlow, Eliot kennedy, John Bettis, Richard Marx, Bruce Roberts, Bruce Gaitsh, Tim Woodcock, Ennio Morricone, Phil Galdston, Tinatin Japaridze, Christopher Neil, Amy Sky, Dave Pickell, Stan Meissner, Sturken and Rogers, Bob Ezrin, Il Divo, Charlie Midnight, Phil Galdston.